# Formazioni di Superliga russa di pallavolo femminile 2009-2010
Formazioni delle squadre di pallavolo partecipanti alla stagione 2009-2010 del campionato di Superliga russa.

## Avtodor-Metar
| N° | Nome                 | Ruolo | Data di nascita   | Nazionalità sportiva |
| -- | -------------------- | ----- | ----------------- | -------------------- |
| -  | Anatolij Makogonov   | All   | -                 | Russia               |
| 1  | Julija Sedova        | C     | 8 gennaio 1985    | Russia               |
| 2  | Nadežda Nalëtkina    | S     | 1976              | Russia               |
| 3  | Vera Serebrjanikova  | P     | 15 settembre 1989 | Russia               |
| 5  | Oksana Aksënova      | C     | 8 agosto 1983     | Bielorussia          |
| 6  | Elena Sennikova      | L     | 20 marzo 1979     | Russia               |
| 7  | Elena Kovalenko      | S     | 30 giugno 1988    | Russia               |
| 8  | Marija Samojlova     | S     | 22 dicembre 1989  | Russia               |
| 10 | Elena Špak           | L     | 5 febbraio 1990   | Russia               |
| 11 | Anastasija Kornienko | S     | 9 settembre 1992  | Russia               |
| 12 | Nadežda Mišina       | C     | 4 febbraio 1991   | Russia               |
| 13 | Aleksandra Samojlova | S     | 14 maggio 1987    | Russia               |
| 14 | Evgenija Starceva    | P     | 12 febbraio 1989  | Russia               |
| 18 | Alina Beršakova      | S     | 12 settembre 1987 | Russia               |

## Dinamo-Kazan
| N° | Nome                | Ruolo | Data di nascita  | Nazionalità sportiva |
| -- | ------------------- | ----- | ---------------- | -------------------- |
| -  | Rišat Giljazutdinov | All   | 31 ottobre 1972  | Russia               |
| 1  | Natalia Vorobieva   | P     | 24 maggio 1979   | Russia               |
| 2  | Irina Stratanovič   | S     | 2 ottobre 1988   | Russia               |
| 3  | Nadežda Sak         | C     | 22 ottobre 1982  | Russia               |
| 4  | Ol'ga Doronina      | C     | 7 gennaio 1982   | Russia               |
| 5  | Elena Ponomareva    | S/O   | 28 dicembre 1973 | Russia               |
| 6  | Tat'jana Fuks       | S     | 13 agosto 1979   | Russia               |
| 7  | Ksenija Naumova     | S     | 1º febbraio 1990 | Russia               |
| 8  | Natal'ja Alimova    | C     | 9 dicembre 1978  | Russia               |
| 9  | Vera Uljakina       | P     | 21 agosto 1986   | Russia               |
| 10 | Jordan Larson       | S     | 16 ottobre 1986  | Stati Uniti          |
| 11 | Oksana Kudrjavceva  | L     | 10 luglio 1985   | Russia               |
| 12 | Oksana Kovalchuk    | S/O   | 1º gennaio 1979  | Bielorussia          |
| 17 | Regina Moroz        | C     | 14 gennaio 1987  | Russia               |

## Dinamo Krasnodar
| N° | Nome                     | Ruolo | Data di nascita   | Nazionalità sportiva |
| -- | ------------------------ | ----- | ----------------- | -------------------- |
| -  | Juriji Maričev           | All   | -                 | Russia               |
| 1  | Anna Ledebeva            | S/O   | 4 febbraio 1985   | Russia               |
| 2  | Anastasija Barabanšikova | S     | 5 maggio 1987     | Russia               |
| 3  | Hanna Cokur              | S     | 2 aprile 1984     | Russia               |
| 7  | Natalia Vdovina          | C     | 23 ottobre 1976   | Russia               |
| 8  | Julija Merkulova         | C     | 17 febbraio 1984  | Russia               |
| 9  | Natalya Mammadova        | S/O   | 2 dicembre 1984   | Azerbaigian          |
| 10 | Alevtina Bolotova        | L     | 13 giugno 1986    | Russia               |
| 11 | Irina Iskulova           | P     | 27 ottobre 1985   | Russia               |
| 13 | Victorija Kruglaji       | L     | 14 giugno 1988    | Russia               |
| 14 | Ekaterina Kabešova       | L     | 5 agosto 1986     | Russia               |
| 15 | Anna Lubnina             | C     | 25 settembre 1986 | Russia               |
| 18 | Svetlana Levina          | P     | 3 settembre 1972  | Russia               |

## Dinamo Mosca
| N° | Nome                 | Ruolo | Data di nascita   | Nazionalità sportiva |
| -- | -------------------- | ----- | ----------------- | -------------------- |
| -  | Valerij Losev        | All   | -                 | Russia               |
| 1  | Evgenija Kožuchova   | C     | 3 giugno 1990     | Russia               |
| 2  | Valerija Hončarova   | S     | 3 gennaio 1988    | Russia               |
| 3  | Lesja Machno         | S     | 4 settembre 1981  | Russia               |
| 4  | Ljubov' Jagodina     | S     | 22 settembre 1977 | Russia               |
| 5  | Marija Duskrjadčenko | C     | 9 marzo 1984      | Russia               |
| 6  | Oksana Parkhomenko   | P     | 28 luglio 1984    | Azerbaigian          |
| 7  | Natal'ja Safronova   | S/O   | 6 febbraio 1979   | Russia               |
| 8  | Natalija Hončarova   | S/O   | 1º giugno 1989    | Russia               |
| 9  | Viktorija Kuzjakina  | L     | 1º giugno 1985    | Russia               |
| 10 | Anna Levčenko        | P     | 12 luglio 1981    | Russia               |
| 12 | Simona Gioli         | C     | 17 luglio 1977    | Italia               |
| 13 | Elena Ežova          | L     | 14 agosto 1978    | Russia               |
| 17 | Elena Godina         | S     | 17 settembre 1977 | Russia               |

## Dinamo-Jantar
| N° | Nome                   | Ruolo | Data di nascita  | Nazionalità sportiva |
| -- | ---------------------- | ----- | ---------------- | -------------------- |
| -  | Sergej Alekseev        | All   | -                | Russia               |
| 1  | Nelli Fonova           | S     | 20 dicembre 1983 | Russia               |
| 2  | Oleksandra Peretjat'ko | P     | 11 aprile 1984   | Ucraina              |
| 3  | Xenia Drozhzhenova     | P     | 21 giugno 1989   | Russia               |
| 4  | Irina Suchova          | C     | 30 luglio 1984   | Russia               |
| 5  | Elena Konstantinova    | C     | 25 agosto 1981   | Russia               |
| 6  | Ol'ga Bukreeva         | S/O   | 15 febbraio 1987 | Russia               |
| 7  | Anna Larina            | L     | 4 gennaio 1989   | Russia               |
| 8  | Victorija Kožina       | P     | 17 maggio 1980   | Russia               |
| 9  | Natal'ja Nazarova      | S     | 22 gennaio 1988  | Russia               |
| 10 | Ol'ga Pal'čikova       | C     | 25 luglio 1983   | Russia               |
| 11 | Anna Kiselëva          | S     | 3 febbraio 1991  | Russia               |
| 12 | Aleksandra Vinogradova | L     | 11 aprile 1988   | Russia               |
| 15 | Ol'ga Sažina           | S     | 19 febbraio 1986 | Russia               |
| 16 | Nicole Fawcett         | S/O   | 16 dicembre 1986 | Stati Uniti          |

## Indezit
| N° | Nome                  | Ruolo | Data di nascita  | Nazionalità sportiva |
| -- | --------------------- | ----- | ---------------- | -------------------- |
| -  | Andrej Smirnov        | All   | -                | Russia               |
| 5  | Anastasija Komarova   | P     | 16 giugno 1975   | Russia               |
| 6  | Julija Kutjukova      | S     | 30 marzo 1989    | Russia               |
| 7  | Irina Lebedeva        | L     | 14 gennaio 1973  | Bielorussia          |
| 8  | Marija Brunceva       | C     | 12 giugno 1980   | Russia               |
| 9  | Ol'ga Borisova        | S     | 20 febbraio 1976 | Russia               |
| 10 | Ekaterina Kusinš      | C     | 11 febbraio 1984 | Russia               |
| 11 | Ekaterina Kalašnikova | C     | 24 febbraio 1982 | Russia               |
| 12 | Galina Fedorova       | L     | 25 aprile 1991   | Russia               |
| 15 | Irina Mal'kova        | S     | 5 gennaio 1989   | Russia               |
| 17 | Anna Sotnikova        | S     | 29 maggio 1986   | Russia               |
| 18 | Anastasija Gus'kova   | S     | 8 luglio 1977    | Russia               |

## Leningradka
| N° | Nome                   | Ruolo | Data di nascita   | Nazionalità sportiva |
| -- | ---------------------- | ----- | ----------------- | -------------------- |
| -  | Aleksandr Kašin        | All   | -                 | Russia               |
| 1  | Elena Handzel          | C     | 21 settembre 1984 | Bielorussia          |
| 2  | Elena Naumova          | S     | 29 giugno 1989    | Russia               |
| 3  | Aleksandra Polikarpova | P     | 3 giugno 1990     | Russia               |
| 4  | Alina Zvyagina         | C     | 25 aprile 1991    | Russia               |
| 5  | Eljana Merlina         | S     | 20 giugno 1985    | Russia               |
| 7  | Julia Andruško         | S/O   | 5 luglio 1985     | Russia               |
| 8  | Julija Eronjana        | C     | 19 agosto 1976    | Russia               |
| 10 | Elena Sozina           | S     | 3 giugno 1973     | Russia               |
| 11 | Marija Kupčinskaja     | L     | 15 agosto 1984    | Russia               |
| 14 | Natal'ja Belousova     | S/O   | 5 settembre 1975  | Russia               |
| 15 | Svetlana Akulova       | P     | 10 aprile 1984    | Russia               |
| 16 | Maria Russmana         | C     | 17 marzo 1989     | Russia               |
| 17 | Ekaterina Udovičenko   | P     | 5 ottobre 1987    | Russia               |
| 18 | Žanna Surkova          | L     | 24 marzo 1987     | Russia               |

## Omička
| N° | Nome                   | Ruolo | Data di nascita   | Nazionalità sportiva |
| -- | ---------------------- | ----- | ----------------- | -------------------- |
| -  | Sergej Občinnikov      | All   | -                 | Russia               |
| 1  | Nadežda Amelina        | S     | 14 settembre 1986 | Russia               |
| 2  | Anastasija Belikova    | C     | 22 luglio 1979    | Russia               |
| 3  | Anastasija Tkačeva     | S     | 4 ottobre 1979    | Russia               |
| 4  | Dar'ja Vekšina         | L     | 7 maggio 1985     | Russia               |
| 5  | Stacy Sykora           | L     | 24 giugno 1977    | Stati Uniti          |
| 6  | Anna-Miriam Gansonre   | S     | 16 marzo 1982     | Ucraina              |
| 7  | Anna Pligunova         | C     | 20 ottobre 1971   | Russia               |
| 8  | Irina Kleškova         | P     | 2 ottobre 1986    | Russia               |
| 10 | Natal'ja Vasil'čenko   | P     | 17 febbraio 1978  | Russia               |
| 11 | Ljudmila Malofeeva     | S     | 18 maggio 1988    | Russia               |
| 12 | Kristin Richards       | S     | 30 giugno 1985    | Stati Uniti          |
| 12 | Ksenija Peškina        | C     | 28 febbraio 1986  | Russia               |
| 15 | Anastasija Orlova      | S     | 6 giugno 1986     | Russia               |
| 16 | Evgenija Kondraškina   | L     | 1º luglio 1990    | Russia               |
| 15 | Natal'ja Nepomnjaščich | P     | 16 agosto 1987    | Russia               |
| 16 | Oksana Černyšova       | S     | 5 luglio 1989     | Russia               |
| 18 | Marina Akulova         | P     | 13 dicembre 1986  | Russia               |

## Samorodok
| N° | Nome                | Ruolo | Data di nascita   | Nazionalità sportiva |
| -- | ------------------- | ----- | ----------------- | -------------------- |
| -  | Igor' Gajdabura     | All   | -                 | Russia               |
| 1  | Anna Teležuk        | P     | 10 luglio 1986    | Russia               |
| 2  | Julija Gil'manova   | S     | 21 settembre 1987 | Russia               |
| 4  | Ol'ga Chržanovskaja | P     | 9 giugno 1980     | Russia               |
| 5  | Natalija Nabokova   | S     | 18 giugno 1981    | Russia               |
| 6  | Irina Zarjažko      | C     | 4 ottobre 1991    | Russia               |
| 7  | Ol'ga Žukajlo       | S     | 26 ottobre 1991   | Russia               |
| 8  | Elena Maslova       | P     | 20 agosto 1980    | Russia               |
| 9  | Natalija Kuznecova  | L     | 9 marzo 1985      | Russia               |
| 10 | Ol'ga Ryžova        | C     | 20 maggio 1984    | Russia               |
| 11 | Alina But'ko        | S     | 3 maggio 1985     | Russia               |
| 12 | Olesja Žaravskaja   | S     | 1º ottobre 1984   | Russia               |
| 13 | Julija Arefreva     | L     | 1990              | Russia               |
| 14 | Evgenija Selivanova | S     | 19 marzo 1989     | Russia               |
| 15 | Aleksandra Efremova | L     | 29 ottobre 1987   | Russia               |
| 17 | Tat'jana Gorškova   | S/O   | 8 marzo 1981      | Russia               |
| 18 | Ilijana Petkova     | C     | 10 novembre 1977  | Bulgaria             |

## Universitet-Technolog
| N° | Nome                     | Ruolo | Data di nascita   | Nazionalità sportiva |
| -- | ------------------------ | ----- | ----------------- | -------------------- |
| -  | Evgenij Sivkov           | All   | -                 | Russia               |
| 1  | Irina Smirnova           | C     | 10 aprile 1990    | Russia               |
| 2  | Marianna Jazepčik        | P     | 22 aprile 1987    | Russia               |
| 3  | Ol'ga Chržanovskaja      | P     | 9 giugno 1980     | Russia               |
| 4  | Elena Ponomareva         | S     | 28 dicembre 1972  | Russia               |
| 5  | Tat'jana Ščukina         | C     | 7 agosto 1991     | Russia               |
| 7  | Ljoubov' Jagodina        | S     | 22 settembre 1977 | Ucraina              |
| 8  | Ekaterina Krivec         | C     | 14 novembre 1984  | Russia               |
| 9  | Ekaterina Orlova         | S     | 21 ottobre 1987   | Russia               |
| 10 | Aleksandra Belozerova    | L     | 19 novembre 1985  | Russia               |
| 11 | Ekaterina Stardubova     | L     | 19 ottobre 1984   | Russia               |
| 12 | Diana Nenova             | P     | 16 aprile 1985    | Bulgaria             |
| 15 | Natal'ja Rogačeva        | C     | 30 dicembre 1982  | Russia               |
| 16 | Anja Spasojević          | S     | 4 luglio 1983     | Serbia               |
| 17 | Natal'ja Kulikova        | S     | 12 maggio 1982    | Russia               |
| 18 | Aleksandra Solomatnikova | S     | 27 novembre 1990  | Russia               |

## Uraločka
| N° | Nome                 | Ruolo | Data di nascita   | Nazionalità sportiva |
| -- | -------------------- | ----- | ----------------- | -------------------- |
| -  | Nikolaj Karpol'      | All   | 1º maggio 1938    | Russia               |
| 1  | Evgenija Artamonova  | S     | 17 luglio 1975    | Russia               |
| 9  | Maria Beloborodova   | C     | 12 novembre 1986  | Russia               |
| 3  | Strašimira Filipova  | C     | 18 agosto 1985    | Bulgaria             |
| 4  | Jana Matiašovská     | S/O   | 7 luglio 1987     | Slovacchia           |
| 5  | Aleksandra Pasynkova | S/O   | 14 aprile 1987    | Russia               |
| 6  | Irina Tebenichina    | C     | 5 dicembre 1978   | Russia               |
| 8  | Ksenija Samsonova    | P     | 18 maggio 1985    | Russia               |
| 9  | Anastasija Salina    | S     | 30 dicembre 1988  | Russia               |
| 10 | Elena Vasilevskaja   | P     | 27 febbraio 1978  | Russia               |
| 11 | Viktorija Rusakova   | S     | 23 ottobre 1988   | Russia               |
| 12 | Marina Šešenina      | P     | 26 giugno 1985    | Russia               |
| 15 | Alina Chasanova      | L     | 15 settembre 1990 | Russia               |
| 18 | Anna Klimakova       | S     | 22 luglio 1986    | Russia               |

## Zareč'e Odincovo
| N° | Nome                 | Ruolo | Data di nascita  | Nazionalità sportiva |
| -- | -------------------- | ----- | ---------------- | -------------------- |
| -  | Vadim Pankov         | All   | 1º giugno 1964   | Russia               |
| 1  | Walewska de Oliveira | C     | 1º ottobre 1979  | Brasile              |
| 2  | Inna Rasdobarina     | L     | 28 aprile 1987   | Russia               |
| 3  | Marija Žadan         | P     | 6 febbraio 1983  | Russia               |
| 4  | Paula Pequeno        | S     | 22 gennaio 1982  | Brasile              |
| 5  | Ekaterina Bogačëva   | C     | 2 gennaio 1990   | Russia               |
| 6  | Dar'ja Stoljarova    | S     | 29 marzo 1990    | Russia               |
| 7  | Svetlana Krjučkova   | L     | 21 febbraio 1985 | Russia               |
| 8  | Anastasija Markova   | C     | 16 ottobre 1987  | Russia               |
| 9  | Ol'ga Fateeva        | S/O   | 4 maggio 1984    | Russia               |
| 10 | Anastasija Šmeleva   | S     | 16 maggio 1985   | Russia               |
| 11 | Tat'jana Košeleva    | S     | 23 dicembre 1988 | Russia               |
| 12 | Elena Lisovskaja     | C     | 10 luglio 1983   | Russia               |
| 14 | Ekaterina Pankova    | P     | 2 febbraio 1990  | Russia               |
| 15 | Dar'ja Gorjaeva      | S     | 9 novembre 1993  | Russia               |
| 16 | Julija Burlakova     | C     | 7 ottobre 1994   | Russia               |